# Scheludkiwka
Scheludkiwka (ukrainisch Шелудьківка; russisch Шелудьковка Scheludkowka) ist ein Dorf im Zentrum der ukrainischen Oblast Charkiw mit etwa 2700 Einwohnern (2001).
Das 1685 gegründete Dorf liegt am rechten Ufer der 32 km langen Hnylyzja III (Гнилиця), die drei Kilometer flussabwärts von links in den  Siwerskyj Donez mündet. Am gegenüberliegenden Ufer liegt das Dorf Henijiwka.
Scheludkiwka befindet sich 20 km östlich vom ehemaligen Rajonzentrum Smijiw und 53 km südöstlich vom Oblastzentrum Charkiw.
Am 12. Juni 2020 wurde das Dorf ein Teil der neugegründeten Siedlungsgemeinde Sloboschanske, bis dahin bildete es die gleichnamige Landratsgemeinde Scheludkiwka (Шелудьківська сільська рада/Scheludkiwska silska rada) im Osten des Rajons Smijiw.
Am 17. Juli 2020 wurde der Ort ein Teil des Rajons Tschuhujiw.